# Algarrobo (Vega Baja)
Algarrobo es un barrio ubicado en el municipio de Vega Baja en el estado libre asociado  de Puerto Rico. En el Censo de 2010 tenía una población de 15764 habitantes y una densidad poblacional de 1.067,62 personas por km².

## Geografía
Algarrobo se encuentra ubicado en las coordenadas 18°27′1″N 66°25′13″O / 18.45028, -66.42028. Según la Oficina del Censo de los Estados Unidos, Algarrobo tiene una superficie total de 14.77 km², de la cual 14.11 km² corresponden a tierra firme y (4.47%) 0.66 km² es agua.

## Demografía
Según el censo de 2010, había 15764 personas residiendo en Algarrobo. La densidad de población era de 1.067,62 hab./km². De los 15764 habitantes, Algarrobo estaba compuesto por el 79.1% blancos, el 10.31% eran afroamericanos, el 0.42% eran amerindios, el 0.18% eran asiáticos, el 7.54% eran de otras razas y el 2.44% pertenecían a dos o más razas. Del total de la población el 99.11% eran hispanos o latinos de cualquier raza.